# 내 사랑에 노련한 사람이 어딨나요
《내 사랑에 노련한 사람이 어딨나요》는 대한민국의 밴드 장기하와 얼굴들의 네 번째 정규앨범이다.
이전 세 앨범과 마찬가지로 리더 장기하가 전곡을 작곡, 작사, 편곡했다. 사랑에 대한 총 열 가지 곡을 수록했고, 장기하는 여러 인터뷰를 통해 음반이 산울림과 비틀즈에 큰 영향을 받았음을 공언했다. 타이틀 곡은 〈ㅋ〉과 〈빠지기는 빠지더라〉로 결정되었다. 아울러 수록곡 〈ㅋ〉, 〈빠지기는 빠지더라〉, 〈가장 아름다운 노래〉는 뮤직비디오로 제작되었다.
타이틀 곡은 "멤버들이 듣는 음악이 옛날 음악이거나 요즘 음악이지만 인기가 없는 것들"이라 소용이 없을 것으로 판단해, 밴드 내부에서 투표도 했지만 기각하고 주변 사람들에게 들려주고 정했다. 음반 발표 1시간 전인 6월 15일 오후 11시부터 밴드는 팬들과 함께 하는 네이버 V앱 라이브를 진행하며 컴백 카운트다운에 돌입했고, 하루 뒤인 16일 《내사노사》는 각종 음원사이트를 통해 발표되었다.
《내 사랑에 노련한 사람이 어딨나요》는 평단의 호평을 받았다. 밴드는 6월 18일 저녁 8시 자라섬에서 열린  레인보우 아일랜드 뮤직 & 캠핑에서 전곡을 처음 공연했고, 2016년 10월부터 전국투어 날로 먹는 장얼의 제2탄 날로 먹는 내사노사 투어를 진행했다.

## 배경

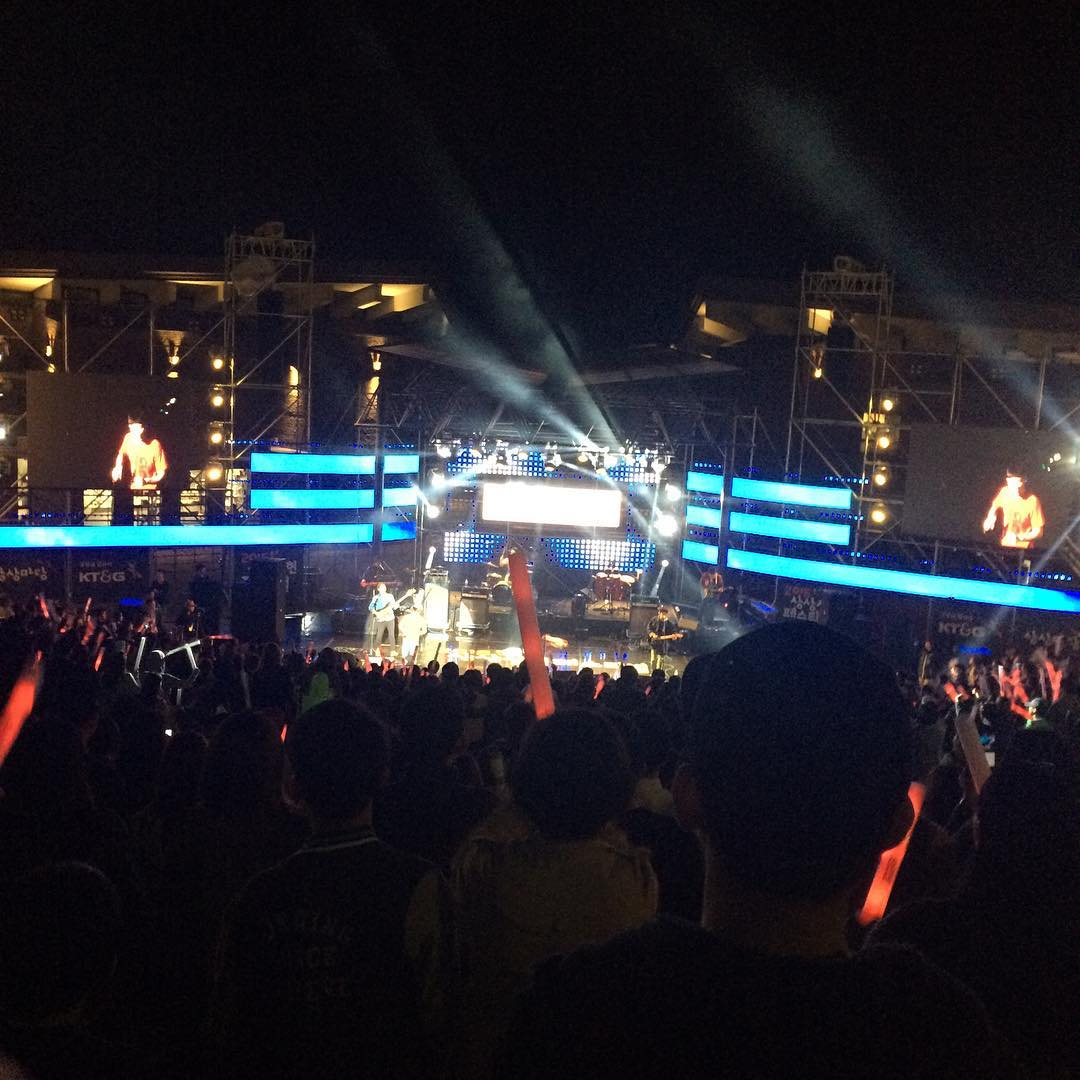
2016년 상상실현 페스티벌에서 공연하는 장기하와 얼굴들

2014년 10월, 장기하와 얼굴들은 세 번째 정규 음반 《사람의 마음》를 발표했다. 2015년 11월, 장기하는 화보 촬영 뒤 가진 인터뷰에서 "올 한해는 새 앨범에 들어갈 노래들을 만들었다"며 "수록곡은 모두 정해졌다. 너무 늦지 않게 발매할 것"이라고 음반에 대해 언급했다. 같은 해 밴드는 11월 대구를 시작으로 총 12회의 전국클럽투어 '날로 먹는 장얼'과 서울 블루스퀘어 삼성카드홀에서 진행된 연말콘서트 '계속해보겠습니다'를 통해 팬들과 만남을 가졌다. 2016년 5월 10일 결성 8주년을 기념해 공연 '장하다생일얼'이 개최되었다. 서교동에 위치한 클럽 에반스라운지에 열린 공연에서 장기하는 첫 공연 때와 똑같은 셋리스트와 분위기로 준비했다고 말하면서, 이날 〈빠지기는 빠지더라〉와 〈가장 아름다운 노래〉를 깜짝 공개했다.

## 녹음
2016년 《배철수의 음악캠프》에 스페셜 DJ로 출연할 당시 장기하는 근황 관련 질문에 "그냥 쉬었다. 이번주부터 멤버들이랑 모여 4집을 이제 만들어보자고 발동을 걸었다. 다음주부터 본격적으로 작업을 하려고 하고 있다"고 답하면서 녹음 시기를 들려줬다. 같은 해 4월 29일 개장한 플랫폼 창동 61 레드박스 개장 페스티벌에서는 "4집 녹음을 마쳤다. 믹싱이 끝나면 곧 만날 수 있을 것"이라며 앨범 소식을 전했다.
장기하와 프로듀싱을 함께한 멤버 하세가와는 "결과적으로 4집 노래를 다 들었을 때 '아, 1집에 가까운 느낌으로 하면 되겠구나'란 생각을 하게 됐다", "잘 보이게 할려면 여러 가지를 없애야 한다. 보통 '어떻게 화려하게 만들까'라고 생각하는데 난 여러 가지를 없애면 가장 보여주고 싶은게 보일 것 같았다. 음을 두껍게 하지 않게 하고 최소한으로 하려고 했다. 그러다보니 1집이랑 비슷한 느낌이 나더라"고 했다. 멤버 정중엽은 "1집 같은 경우는 장비도 없었을 뿐더러 사운드에 욕심낼 수 없었다", " 4집은 미니멀한데 구현하고 싶은 사운드를 최선을 다해 담았다. 악기 질감은 지금까지 앨범 중 가장 좋다고 생각한다"고 했다.
《보그》 인터뷰에서 밝히기로는 하세가와는 "연주하기는 더 어려워졌다. 그런데 듣는 사람은 모를 거다. (...) 지금까지 수없이 많은 밴드 마스터링했던 분이 이걸 기타로 쳤냐고 놀라며 신시사이저라고 생각했다더라. 그 말을 듣는데 사실 기분이 아주 좋았다." 했으며, 장기하는 "이렇게 할 거면 프로그래밍 쓰지 뭐하러 실제 밴드 연주를 녹음했냐는 말을 듣고 싶었다. 하지만 손으로 연주하는 것과 기계로 찍어내는 소리는 다를 수밖에 없다. 밴드계에도 없고 일렉트로닉계에도 없는 소리를 내는 거다."라고 말을 거들었다. 보컬에 대하여 장기하는 "목소리 자체는 예전이 훨씬 어렸을 거다. 말투가 투박해서 목소리도 투박하게 느껴졌을 수 있다. 라이브를 하면 할수록 능숙해지는 면이 있는데 그런 부분을 경계하려고 했다. (...) 처음에 어떻게 노래를 불렀지? 이 부분에서 꼭 바이브레이션을 해야 하나? 이런저런 생각을 하면서 불렀다."고 했다.

## 작곡

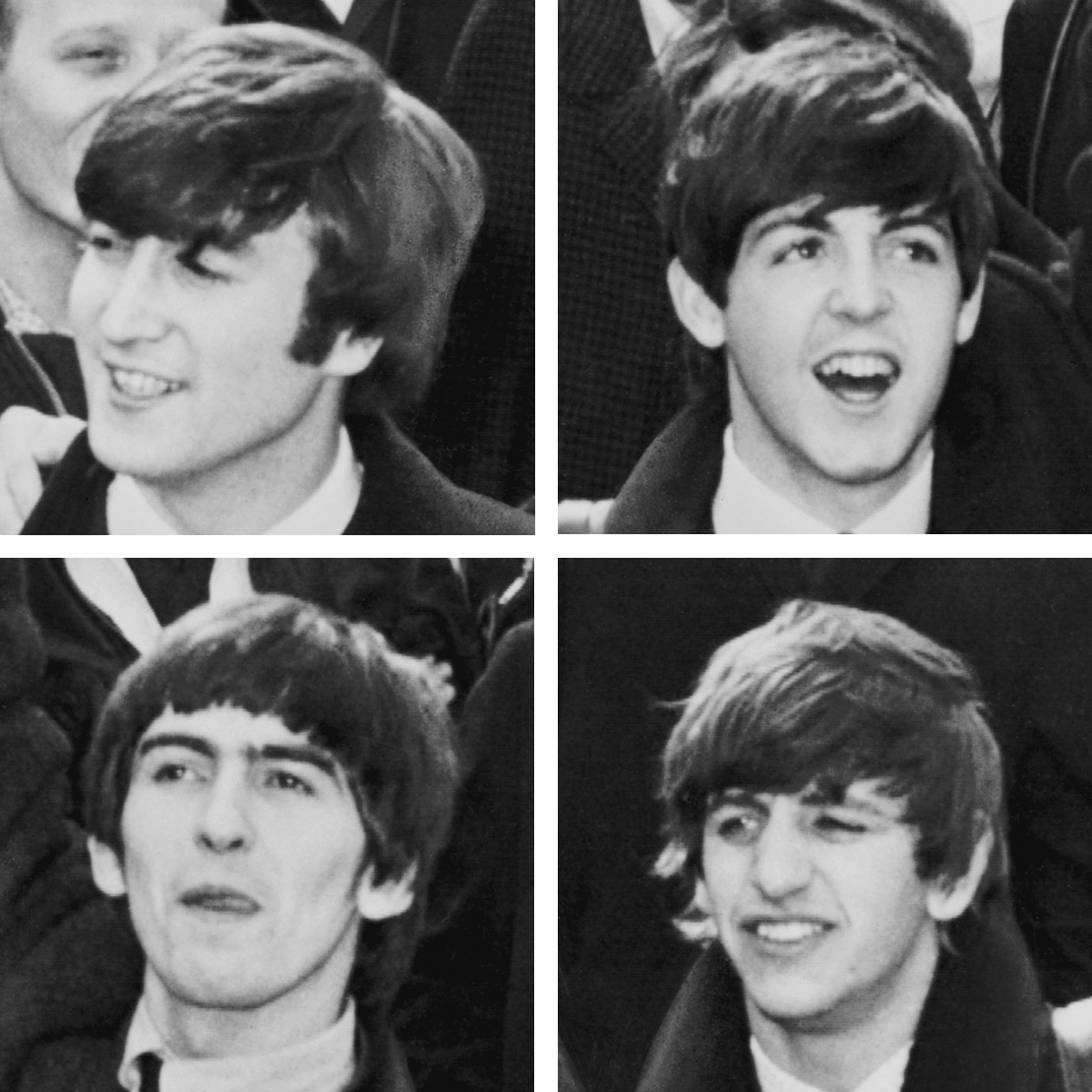
음반에 큰 영향을 미친 두 아티스트 중 하나인 비틀즈

이전의 세 음반과 같이 리더 장기하가 모든 곡을 썼다. 음반을 관통하는 주제는 사랑이며, 산울림과 비틀즈에 큰 영향을 받았다. 장기하는 "경험을 토대로 해서 만든 곡은 하나도 없다"며, "사실 3집 때까지만 해도 대놓고 사랑 노래를 한다는 것이 쑥스러웠다. 이제는 장기하와 얼굴들만의 스타일로 오글거리지 않게 노래를 할 수 있을 거라는 생각에 마음을 먹었다"고 했다. 아이유와의 연애에 대한 관계에 대해선, "10곡 모두 사랑에 관한 내용이기 때문에 실생활의 느낌과 무관하다고 하면 거짓말이겠지만, 이번 음반을 만들면서 내 경험담을 있는 그대로 가사에 담지는 않았다"며, "평범하고 보편적인 연애 장면을 써보고 싶었다"고 했다.
〈내 사랑에 노련한 사람이 어딨나요〉에 대하여 장기하는 "친한 친구의 연애 상담을 해주다가 스스로도 말을 정말 잘한다는 생각이 들었다"며 "내가 말하는 대로만 하면 참 좋겠다고 생각하며 만든 곡"이라고 했다. 아울러 "다른 사람의 연애에 대해서는 말을 잘하면서도, 스스로는 좌충우돌하는 게 연애인 것 같다는 생각으로 만든 곡"이라고 덧붙였다. 장기하는 〈ㅋ〉의 제목인 'ㅋ'이 "가장 말 같지도 않은 말 중에 가장 말 같은 말"이며, "'문어체도, 구어체도 아니고 모바일체다. 교양 있는 사람들이 두루 쓰는 표준어의 범주에 넣긴 그렇지만, 그래도 많은 걸 표현할 수 있다고 생각했다. ㅋ으로 이뤄진 단어를 찾아서 써봤다."고 했다. 이렇게 ㅋ에 꽂힌 장기하는 노트에 ㅋ이 들어간 단어들을 쭉 써 놓은 뒤 일주일간 그 단어들을 조합하여 가사를 만들었다.
〈괜찮아요〉에는 장기하와 얼굴들의 곡 중 최초로 실존인물인 방송인 노홍철의 이름을 넣었다. 장기하는 "그가 삶을 대하는 태도가 좋다"며 "팬으로 좋아하고, 고마워하는 마음이 있는데 존경심의 표현으로 이름을 넣게 됐다"고 했다. 4집 소개에서 그는 "맨 뒷부분의 편곡을 하고 나서 멤버들 모두 매우 즐거워했던 기억이 있다."고 했다. 〈가장 아름다운 노래〉는 비틀즈의 초기 음악, 그중에서도 특히 〈Mr. Moonlight〉를 오마주한 것. 〈가나다〉부터 앨범은 좀더 비트가 빨라진다. 장기하는 "울적한 기분이었던 어느 날 아침, "가, 가는 길이지만 나, 나를 생각해요" 하는 식으로 가나다...에 맞춰 노래를 만들기 시작했다. 해맑은 멜로디에 얄미운 가사가 담겼다."고 했다. 음반 작업하면서 많이 들은 곡을 꼽을 때 〈가나다〉 같은 곡에 비틀즈의 〈Eight Days a Week〉가 은연중 영향을 주었을 것 같다 하였다. 아울러 〈가나다〉가 윙스의 〈With A Little Luck〉에서 보이는 화성이 쓰였다고도 했다.
〈빠지기는 빠지더라〉는 "외투에 밴 생선 냄새가 빠지지 않아 절망했던 일"에서 나온 노래로서, "하지만 탈취제를 미친 듯이 뿌려 삼일 정도 창가에 걸어 놓으니 빠지기는 빠지더라. 그 때 나온 노래다. 나는 예전부터 펑키함에 대한 집착이 있는데, 이 곡은 펑키함이 살아 있어 좋다."고 장기하는 말한다. 〈쌀밥〉은 멤버들 사이 가장 반응이 좋았던 노래. 〈살결〉은 10곡 중 유일한 연가이다. 장기하는 "'지금 마음이 오래 지속됐으면 좋겠다' '나중이 됐을 때도 계속 좋은 사랑을 하고 있다'는 느낌이 들었으면 좋겠다 싶어서 만든 곡이다. 제 바람에 가까운 노래"라고 했다. 이어 "녹음하면서 굉장히 애를 먹었다. 나름 감미롭게 부른다고 불렀는데 그런 걸 잘하는 보컬리스트는 아니다"라고 회고했다. 후회를 다루는 10번 트랙 〈오늘 같은 날〉로 앨범은 문을 닫는다. 장기하는 "가장 바보 같으면서도 피하기 어려운 게 후회가 아닐까 생각했다. 후회없는 사랑이 가장 노련한 사랑인 것 같다"고 하면서 산울림의 영향이 가장 짙게 나타난 곡이라 덧붙였다.

## 포장
음반의 커버는 이전까지 장기하와 얼굴들의 커버 디자인을 맡아온 그래픽디자이너 김기조가 맡았다. 김기조는 커버 디자인을 이렇게 설명했다.
"4집의 제목인 '내 사랑에 노련한 사람이 어딨나요'는 그동안의 제목들에 비해, 내면에 있는 감정을 좀 더 솔직하게 드러내고 있다는 생각이 들었다. 이미지로써 은유를 담아내던 이전의 방식과 달리 이번 4집에서 제목 자체를 담백하게 드러낸 이유다. 초기 스케치의 장식적인 형태보다 욕심을 덜어낸 형태의 글자를 표지에 사용하게 된 것도 같은 이유다. 줄임말인 '내사노사'가 마음에 들었는데, 이를 먼저 드러내면서 제목이 조금은 어지럽게 들어가도 좋겠다고 생각했다. 그래서 읽기에 익숙지 않은 세로쓰기를 활용했고, 대신 글자의 순서대로 번호를 매겼다."

《신세기》의 일러스트 작가 김인엽이 4집 수록곡 가사를 소재로 음반에 수록된 별책부록 콩닥콩닥 게임북을 제작했다. 김인엽 작가는 이렇게 설명했다.
"장기하와 얼굴들의 장기하 씨가 '괜찮아요'라는 노래를 떠올리며 게임북을 만들어 보고 싶다는 생각을 하면서 시작됐다. 나는 노래 '괜찮아요'의 가사처럼 서로의 취향이 어떠하든 간에 결국 사랑에 있어서 중요한 것은 그런 부분이 아니라고 생각하기에, 게임북의 주인공은 특정 인물의 특성 맞춘 행동을 취할 필요 없이 감에 의한 선택을 통해서 헤피엔딩에 도달할 수 있다. 개인적으론 등장하는 (내가 만들었지만) 세 명의 남자 인물들이 모두 매력이 없게 느껴진다. 그러니 해피엔딩에 도달하지 못하는 것 또한 나쁘지 않은듯하다!"

《텐아시아》의 김하진 기자는 "김인엽 작가가 만든 게임북은 순간의 선택에 바뀌는 결과를 간결하지만 강렬한 메시지로 흥미진진하게 전개"된다며 "이번 음반을 감상하는 또 다른 재미가 될 것으로 기대된다."고 평가했다. 장기하는 "내 또래 사람들이라면 누구나 어릴 적에 ‘무엇 무엇을 선택한 당신, 몇 페이지로 가시오’하는 식의 게임북을 읽어 봤을 것이다. 직접 플레이 해봤는데, 재미있다. 음반을 사서 들어주시는 분들께 좋은 선물이 될 것이라고 믿는다"고 했다.

## 뮤직비디오

비진도 앞바다에서 본 비진도 해수욕장 전경

6월 12일 자정에 공식 SNS 채널을 통해 신곡 〈빠지기는 빠지더라〉 뮤직비디오 티저를 깜짝 공개했다. 본편은 6월 14일 전 음원 사이트에서 전격 공개되었다. 지금까지 장기하와 얼굴들의 모든 뮤직비디오 연출을 장기하가 직접 맡았던 것과는 달리, 이 뮤직비디오는 GDW의 김성욱 감독이 연출을 맡았으며, 경상남도 통영의 비진도에서 촬영되었다. 김성욱 감독과의 호흡에 대해서 장기하는 "능력 있는 기성 감독님과 작업을 해보고 싶었는데, GDW의 전작들을 보니 주인공이 누구냐에 따라 톤이 완전히 달라서 만족스러웠다. 아티스트가 가진 본연의 개성을 아주 잘 살려준다는 생각이 들어 연출을 부탁하게 됐다"고 설명하며 "〈빠지기는 빠지더라〉의 몇몇 장면들은 내가 연출했던 뮤직비디오의 오마주라고 하니 그 장면들을 찾아보는 재미도 쏠쏠할 것 같다"고 관전 포인트를 전했다. 이 외에도 장기하의 멤버들 전원이 뮤직비디오 출연 결정되었다. 이에 장기하는 "기성 뮤직비디오와는 다른 개성적인 작품을 만들려다 보니 밴드가 다 같이 연주하는 장면이 담긴 뮤직비디오가 하나도 없었다. 멤버들의 모습이 많이 나오는 뮤직비디오를 원했던 팬들의 갈증이 조금이나마 해소되지 않을까 생각한다"고 밝혔다.
〈ㅋ〉 뮤직비디오는 장기하가 직접 모션 그래픽을 만들어 유료앱 결제비 5만원만 들었다. 그는 "전 뮤직비디오의 규모 크면 승산이 없다고 생각해요. 누구든지 검색만 하면 어떤 영상이든 다 볼 수 있는 시대잖아요. 예를 들어 대중들은 《정글북》의 영상미에 익숙해진 눈을 가지고 있어요. 근데 제가 《정글북》의 영상을 만들어서 경쟁을 할 수 없잖아요. 그래서 돈을 많이 들이면 승산이 없다고 생각했어요."라고 설명했다.

## 발표와 홍보
2016년 6월 7일, 장기하와 얼굴들은 소속사 공식 SNS와 유튜브 채널 등에 출시 예정인 장얼 수제 맥주 ㅋ CM을 공개했다. 공개된 영상은 멤버들이 더부스 브루잉과 함께 양조한 맥주를 시원하게 들이키는 모습이다. 장기하는 이번 콜라보레이션 맥주를 만들기 위해 더부스 판교 브루어리에서 직접 양조에 참여했다. 맥주 광고 영상과 함께 슬며시 그러게 왜 그랬어를 해시태그하며 아직 공개되지 않는 트랙명을 고지했다. 6월 9일에는 앨범 수록곡들의 가사로 콩닥콩닥 게임북 제작 소식을 알렸다. 오후 공식 SNS 채널을 통해 네이버 V앱 라이브 진행 예고편을 공개했다. 12일 자정, 공식 SNS 채널을 통해 신곡 〈빠지기는 빠지더라〉 뮤직비디오 티저를 깜짝 공개했다. 음원 발매 1시간 전인 15일 오후 11시부터는 V앱 라이브를 진행하며 팬들과 컴백 카운트다운에 돌입했다. 이후 KBS2 《유희열의 스케치북》 출연을 시작으로 본격적인 컴백 활동에 나섰다. 2016년 6월 15일, 서울 용산구 이태원 스트라디움에서 《내사노사》 발매기념 음감회를 개최했다.

"4집 앨범의 컨셉은 "장기하와 얼굴들" 스러운 스타일을 표현하고 싶었다. 기존에 스마트하고 젠틀한 이미지가 강했다면, 장기하와 얼굴들의 진짜 매력은 자유분방함과 단순함 그리고 간결성이라고 생각했다. 그래서 무대에서 불편하지 않은 의상을 입는 자체에 포커를 맞추고자 노력했다. 본인이 직접 보고 느낀 장기하의 느낌대로 쿨하고 편한 Track Suit는 조화가 잘되었고 자주 입게 됐다."

《내사노사》의 전곡을 가장 먼저 공연한 무대는 6월 18일 저녁 8시 자라섬에서 열리는 레인보우 아일랜드 뮤직 & 캠핑이다. 장기하와 얼굴들은 2016년 10월부터 전국투어 날로 먹는 장얼의 제2탄 날로 먹는 내사노사 투어를 진행하기에 앞서 20일 오후 8시 인터파크를 통해 티켓 예매를 시작했다. 날로 먹는 내사노사 전국 투어는 10월 29일 부산 오즈홀을 시작으로, 11월 4 ~ 5일 오리 광주 보헤미안, 11월 12일 춘천 KT&G 상상마당, 11월 19일 대전 인스카이투, 12월 9 ~ 11일 서울 KT&G 상상마당에서 진행되었다. 장기하는 "작은 곳에서 가깝게 공연을 하면 하는 사람도 보는 사람도 재밌다"며 팬들과 보다 가깝게 소통하기 위해 이번 공연을 기획했다고 전했다. 장기하의 트랙수트 스타일은 자유와 에너지로 상징되는 90년대 젊은이들의 우상들의 스타일을 승계시킨 것. 이에 대해 장기하는 "장기하와 얼굴들은 '흥'밴드다. 때문에 멋만을 추구하지 않고, 몸을 구속하지 않는 자유롭고 여유 있는 의상으로 무대에 서고 싶었다. 저희와 함께 즐기시는 팬분들께도 이런 마음이 전해져 모두 여유로워지길 바라는 마음이다"라고 했다.

## 평가
| 전문가 평가 | 전문가 평가 |
| 평가 점수   | 평가 점수   |
| 출처        | 점수        |
| ----------- | ----------- |
| 이즘        | [ 32 ]      |
| 웨이브      | [ 33 ]      |

《내사노사》는 거의 모든 평론가로부터 호평을 받았다. 《이즘》의 이수호는 "멋진 작품이 탄생했다. 밴드를 정의하는 온갖 성분들이 음악을 멋지게 구축한다. 스스로를 향한 조소를 한 가득 담아다 극적인 보컬 연기로 들이붓는 〈내 사랑에 노련한 사람이 어딨나요〉와 〈ㅋ〉, 가나다로부터 귀여운 가사를 뽑아내는 〈가나다〉와 같이 웃음을 이끌어내는 트랙들 위에서 여유 가득하고 재치 넘치는 퍼포먼스가 빈틈을 잔뜩 보이는 것처럼 보이지만, 그 저편에는 구성 단계에서의 치밀함이 위치하고 있다. 톡톡 튀는 사운드와 듣기 좋은 멜로디, 재미를 일으키는 장치들 모두 어느 하나 놓칠 것이 없고 어느 하나 모자라다 할 것이 없다. 《내 사랑에 노련한 사람이 어딨나요》는 현재의 장기하와 얼굴들에서 나올 수 있는 가장 훌륭한 작품이다. 앞선 앨범들을 충분히 상회하는 결과물이 등장했다. 이 음반에서 장기하와 얼굴들의 로큰롤은 한 차례 완성됐다."며 극찬했다. 같은 웹진이 선정한 2016 올해의 가요 앨범 10장에 올랐다.
김성대 평론가는 "3집의 소리(사운드)에 대한 탐구와 1, 2집의 가사를 향한 열정을 안정감 있게 버무린 곳에 장얼의 4집이 있다. 발견 보다는 발전, 답습이 아닌 수습이 이번 앨범에는 있는 것이다. 한 포털사이트가 이들을 위해 준비한 ‘뮤직스페셜’에서 표현처럼 이것이 바로 "초심을 외치는" 장얼의 실체일 게다. 익살과 해학이라는 우리네 개념으로 60~70년대 로큰롤과 80년대 뉴웨이브 그루브를 덥썩 낚아채는 이 대책없는 밴드를, 그래서 나는 좋아하지 않을 수가 없다. 외면하기 힘든 치명적인 매력이 이 밴드와 이번 앨범에는 있다. 글쓴이가 가장 좋게 들은 2집과 쌍벽을 이룰 기분좋은 수확물이다. 비틀즈가 있고 산울림이 있다. 장얼의 방식으로 말이다."라고 호평했다.
《웨이브》의 성호선은 "맥시멀리즘의 정점에 서 있는 3집을 선보인 다음의 선택이 미니멀리즘을 추구하고 있어서인지 이 앨범은 자신감으로 읽힌다. 역시나 악기의 구성은 단순해졌지만 사운드는 더욱 단단해졌다. ... 장기하가 사랑엔 노련하지 않을진 몰라도 음악엔 이렇게나 노련하다. 잘하는 것을 더 잘하면서 씹을수록 단맛이 나는 앨범을 만난다는 건 정말 즐거운 일이 아닐 수 없다."고 호평하며 10점 만점에 7.5점을 매겼다. 이선엽은 "악기들의 조화를 통해 멤버 간의 케미스트리 또한 자연스럽게 엿볼 수 있다. 이제는 중견 밴드란 말이 어색하지 않을 만큼 독창적인 색깔을 띄고 있다. 비록 사랑에는 노련하지 않더라도, 자신들이 해온 음악만큼에는 제법 노련해졌다."며 다소 엇갈리게 평하며 10점 만점에 6.5점을 매겼다.
네이버 6월 4주, 이주의 발견에 이경준과 최지호에 의해 공동 추천되었다. 이경준은 한 줄 개요에 "이것은 어떤 분기점"이라고 적으면서 "확 바뀌었다"는 표현은 이런 음반을 위해 준비된 게 아닐까 한다. 색채, 스타일, 장르. 그게 뭐든 전작 《사람의 마음》과 이 음반을 연결시킬 수 없기 때문이다. 한 가지 확실한 건, 패기와 유머, 솔직함이 부각되었다는 점이다. "전면적 로큰롤 탐사"에 대한 강박이 지배했던 전작의 커튼은 살포시 걷혔다. 초기의 태도로 돌아갔다. 그 결과, 제목과 노랫말이 주는 감칠맛은 살아났고, 애정을 가진 레퍼런스는 선명해졌으며, 장르를 구분하는 건 무의미하게 되었다."고 호평했다. 최지호는 "아무리 힘 빠지고 맥빠져도 이런 앨범은 여간해선 보기 드문 물건이다. 더 이상 한국 록의 미래는 아니지만 〈ㅋ〉에서 단 한 음절에서 작렬하는 샤우트가 좋고 〈괜찮아요〉의 난데없는 코러스도 좋다. 〈가나다〉 3행시는 최악이지만 〈싸구려 커피〉의 후속 같은 〈그러게 왜 그랬어〉의 70년대 샹송 따따따 코러스는 최고다."라고 평했다.

## 곡 목록
전체 작사·작곡: 장기하
| #            | 제목                                     | 재생 시간 |
| ------------ | ---------------------------------------- | --------- |
| 1.           | 〈〈내 사랑에 노련한 사람이 어딨나요〉〉 | 2:56      |
| 2.           | 〈〈ㅋ〉〉                               | 3:06      |
| 3.           | 〈〈괜찮아요〉〉                         | 2:58      |
| 4.           | 〈〈그러게 왜 그랬어〉〉                 | 3:40      |
| 5.           | 〈〈가장 아름다운 노래〉〉               | 4:08      |
| 6.           | 〈〈가나다〉〉                           | 3:06      |
| 7.           | 〈〈빠지기는 빠지더라〉〉                | 3:10      |
| 8.           | 〈〈쌀밥〉〉                             | 2:46      |
| 9.           | 〈〈살결〉〉                             | 4:12      |
| 10.          | 〈〈오늘 같은 날〉〉                     | 2:50      |
| 총 재생 시간 | 총 재생 시간                             | 32:52     |

## 참여 인원
| - ALL SONGS WRITTEN BY 장기하 - ALL SONGS ARRANGED BY 장기하와 얼굴들 - ALL SONGS PLAYED BY 장기하와 얼굴들 - EXECUTIVE PRODUCER - 강명진 - PRODUCER - 하세가와 요헤이 A.K.A. 양평이형, 장기하 - RECORDING ENGINEERS - 나잠 수 @장얼스튜디오 쑥고개///스튜디오 - B.A.WHEELER(ASSISTED BY 이원경 A.K.A.JNKYRO)@UNION STUDIO - MELLOTRON PROVIDER - SOICHIRO NAKAMURA @PEACE MUSIC (IN TOKYO) - MIXING ENGINEER - 나잠 수@쑥고개///스튜디오 - MASTERING ENGINEER - SOICHIRO NAKAMURA @PEACE MUSIC (IN TOKYO) | - ARTWORK - 김 기조@KIJOSIDE - SPECIAL GAME BOOK - 김인엽 - MUSIC VIDEO - 장기하(ㅋ), WOOGIE KIM(빠지기는 빠지더라), OUI KIM(가장 아름다운 노래) - VIDEO - 김지훈 - STYLIST - SONYABI - CONTEN DEVELOPMENT TEAM - 김현정 이상엽 윤누리 - ARTIST MANAGEMENT TEAM - 임대규 김유재 최재원 - FINANCE - 김면경 - PROMORION - 두루두루AMC - DISTRIBUTION - LOEN ENTERTAINMENT, INC |